# Sapote
Sapote mamey
Ne doit pas être confondu avec Sapote blanche, Sapote noire ou Sapotille.

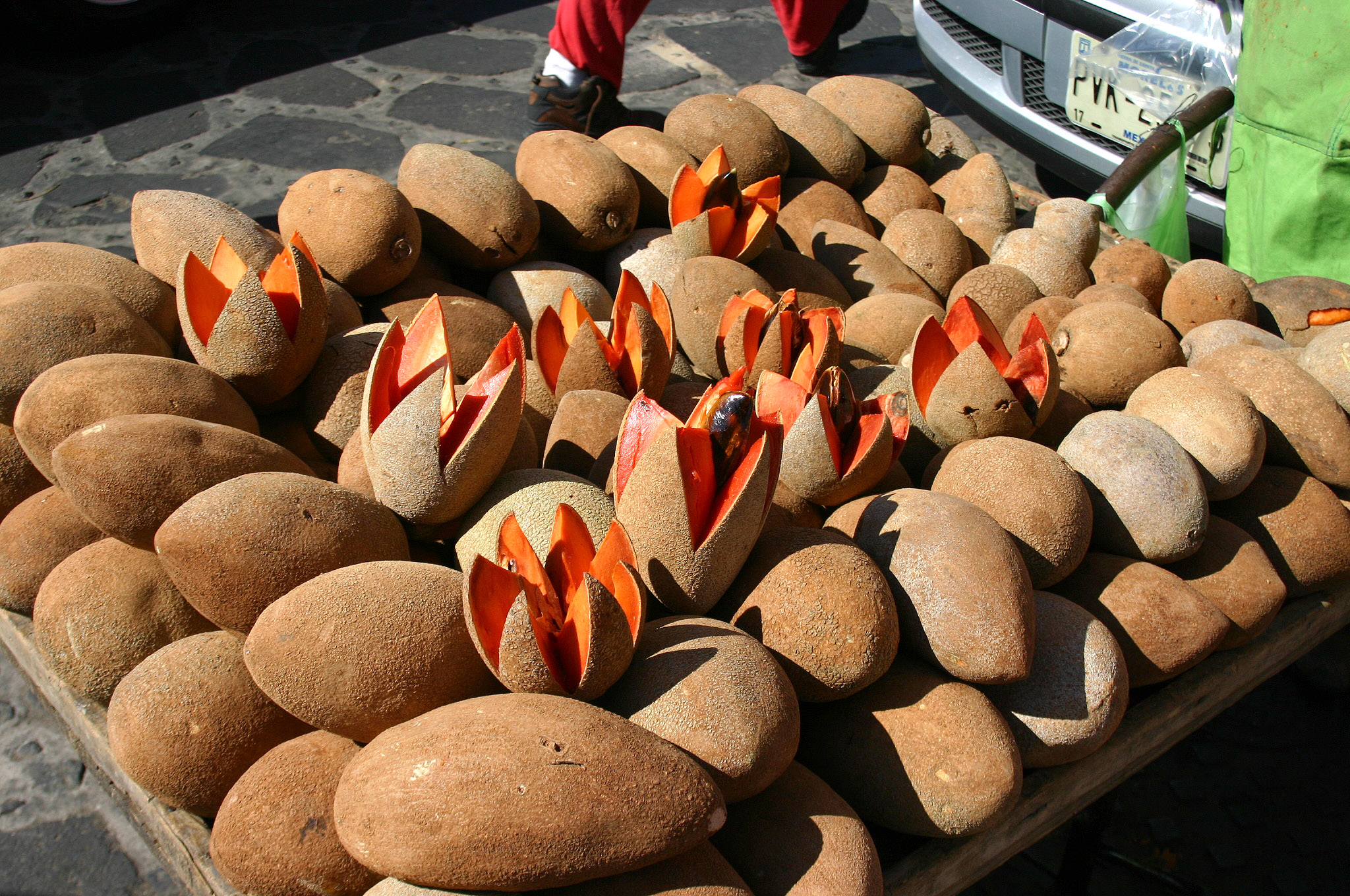
Sapotes à Tepoztlán.

La sapote ou sapote mamey est le fruit comestible du sapotier (Pouteria sapota).
C'est une grosse baie mammiforme de 8 à 15 cm de diamètre à une seule graine volumineuse, brune et brillante. Sous une peau rugueuse, la pulpe beige orangée à rose de la sapote se déguste crue ou en confiture.

## Autres sapotes
- La sapote blanche, ou pommier mexicain, est le fruit d'une rutacée, Casimiroa edulis.
- La sapote noire est le fruit d'une ébénacée, Diospyros digyna, comme le kaki.
- La sapotille (Manilkara zapota) de la famille des Sapotaceae.

Elles ne sont pas biologiquement apparentées à la sapote, ni entre elles.